# Carybdea xaymacana
Carybdea xaymacana é uma espécie de água-viva cúbica (Cubozoa) da família Carybdeidae.